# 日比村
日比村（ひびむら）は、岡山県児島郡にあった村。現在の玉野市の一部にあたる。

## 地理
神登山、地蔵山に挟まれた丘陵地に位置していた。
- 海洋：瀬戸内海

## 歴史
- 1889年（明治22年）6月1日、町村制の施行により、児島郡和田村、日比村、渋川村が合併して村制施行し、日比村が発足[1][2]。旧村名を継承した和田、日比、渋川の3大字を編成[2]。
- 1893年（明治26年）渾大坊益三郎が大字日比で精錬業を開始し、1897年（明治30年）岡山の杉山商事合弁会社が引き継いだ[2]。
- 1905年（明治38年）塩専売に伴い味野塩務局日比出張所を開設[2]。
- 1906年（明治39年）4月1日、児島郡玉野村（一部）と合併し、町制施行し日比町を新設して廃止された[1][2]。合併後、日比町大字和田・日比・渋川となる[2]。

### 地名の由来
響が比比と略され日比となった。

## 産業
- 農業、銅精錬、製塩[2]

## 交通

### 港湾
- 日比港[2]

## 教育
- 1894年（明治27年）尋常日比小学校開校[2]